# Westfalenwall
Der Westfalenwall war eine Verteidigungsstellung im westlichen Münsterland parallel zur niederländischen Grenze.

## Ausgangslage
Mit der Landung der Alliierten in der Normandie Anfang Juni 1944 war das militärische Schicksal des Deutschen Reichs praktisch besiegelt. Es war nur noch eine Frage der Zeit, wann die alliierten Bodentruppen das Reichsgebiet besetzen. Es galt, sich dem bevorstehenden Angriff entgegenzusetzen und Abwehrstellungen einzurichten.

### Durchführung der Befestigungsarbeiten
Mit dem Führererlass vom 25. September 1944 zum Volkssturm sollten
Pläne der „Ems–Rhein-Stellung“, die es schon seit den 1920er Jahren gab, als Westfalenwall verwirklicht werden, um die vorrückenden alliierten Kampfverbände aufzuhalten. NS-Gauleiter Alfred Meyer hatte den Auftrag erhalten, entlang einer Linie Bentheim–Gronau–Ahaus-Alstätte–Stadtlohn–Südlohn–Borken–Bocholt–Rees Stellungen, mit Panzergraben und Maschinengewehren und Granatwerfern ausgestattet, zu errichten. Der Organisation Todt, eine für besondere Bauprojekte gebildete paramilitärische Formation, oblag die Durchführung der Maßnahmen, unterstützt von Pionierstäben der Wehrmacht. Die Gesamtleitung lag in Händen von Parteifunktionären. In Stadtlohn wurde für den Bau eine Zentrale eingerichtet.
Am Bau der militärisch sinnlosen Unternehmung wurden schätzungsweise zwischen 25.000 und 60.000 Menschen eingesetzt, überwiegend Kriegsgefangene und Zwangsarbeiter. Auch Volkssturmmänner und Bergleute aus dem Ruhrgebiet kamen zum Einsatz.
Im Februar 1945 leiteten die Alliierten mit der 21. Armeegruppe unter Führung des Feldmarschalls Montgomery eine Offensive ein. Das Gebiet des linken unteren Niederrheins wurde besetzt. Die deutschen Abwehrkräfte zogen sich auf das rechtsrheinische Gebiet zurück. Zur Vorbereitung des Rheinübergangs bei Wesel sollten die Flak- und Verteidigungsstellungen durch gezielte Bombardierungen ausgeschaltet werden. Die englische Luftaufklärung hatte im Gebiet Bocholt–Borken–Stadtlohn starke Flakstellungen entdeckt. So kam es zwischen dem 11. und 23. März 1945 zu verheerenden Angriffen durch britische und amerikanische Bomberverbände. Am 21. und 22. März fielen bei Angriffen auf Ahaus, Anholt, Bocholt, Borken, Gronau, Reken, Stadtlohn, Südlohn und Vreden über 15.000 Spreng- und Brandbomben. Die Zahl der Todesopfer in diesem Gebiet (heutiges Kreisgebiet Borken) lag bei 2.070 Toten. Die Bodentruppen besetzten – ohne großen Widerstand – nach und nach den Raum. Zuletzt wurde die Stadt Gronau am Nachmittag des 2. April 1945 vollständig besetzt.

### Bewertung
Der Westfalenwall war militärisch gesehen ein völlig wertloses Projekt der Durchhalte-Propaganda und vermehrte nur in unnötiger Weise das Leid der Bevölkerung. Neben der Unmenge an Bombenopfern waren die Zerstörungen in den Städten so stark, dass sich der Wiederaufbau über Jahre erstreckte.